# Mercedes-Benz Classe A
Pour les articles homonymes, voir Classe A.
Pour un article plus général, voir Liste des véhicules chez Mercedes-Benz.

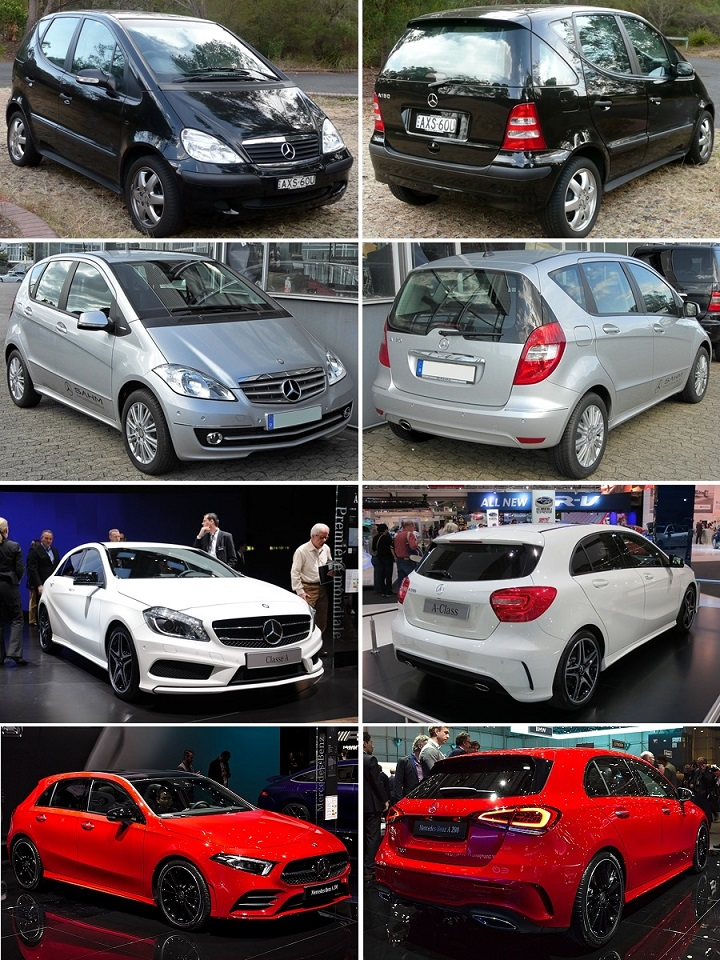
Les Mercedes-Benz Classe A.

La Mercedes-Benz Classe A est une gamme d'automobiles du constructeur allemand Mercedes-Benz. La première génération est lancée en 1997 (Type 168) puis une seconde en 2004 (Type 169), renouvelée en 2012 (Type 176) et enfin une quatrième en 2018 (Type 177).
Les deux premières générations correspondaient à une citadine dont le plancher double lui donnait un aspect rehaussé. Elle pouvait, de ce fait, appartenir à la catégorie des mini monospaces, malgré son aménagement intérieur classique. Les troisième et quatrième générations de Classe A abandonne la formule du mini monospace pour devenir une berline compacte premium.
La Mercedes-Benz Classe A Type 176 a été élue plus belle voiture de l'année 2012 à l'occasion de l'inauguration du Festival international automobile.

## Historique
La Classe A de Mercedes-Benz, se décline en quatre générations qui ont reçu un restylage chacun. Elle n'a aucun précurseur hormis les prototypes et concepts cars.

### Résumé de la Classe A
| Générations               | Production             | Dérivés de chez Mercedes-Benz   | Modèles similaires                                        |
| ------------------------- | ---------------------- | ------------------------------- | --------------------------------------------------------- |
| W168 ; V168 (1997 - 2004) | 1 100 000 exemplaires  | Type 414 (Vaneo)                | Audi A2 ; Volkswagen Fox                                  |
| W169 ; C169 (2004 - 2012) | 1 050 000 exemplaires  | Type 245 (Classe B)             | Opel Meriva A ; Volkswagen Fox                            |
| W176 (2012 - 2018)        |                        | Type 117 (CLA) ; Type 156 (GLA) | Audi A3 8V ; BMW F20 ; VW Golf VI ; Opel Corsa E          |
| W177 ; V177 (2018 - ...)  | Toujours en production | Type 118 (CLA) ; Type 247 (GLA) | Audi A3 8V ; BMW ZM5 ; VW Golf VII et VIII ; Opel Corsa E |

### Avant la Classe A

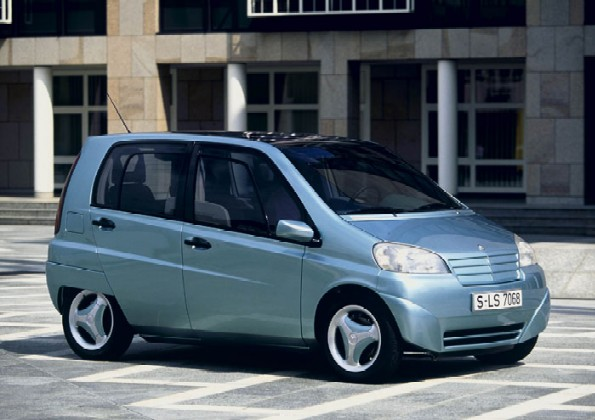
Concept Studie-A.

- Mercedes-Benz NAFA : concept car de voiturette présenté en 1982.
- Mercedes-Benz Studie-A ou Vision A 93 : concept car de voiture citadine présenté en 1993 pour l'étude d'une citadine avec le compartiment moteur compact.
- Mercedes-Benz FCC : concept car de voiture citadine présenté en 1994 pour le marché chinois.

## 1regénération -Type 168(1997 - 2004)
La Mercedes-Benz Classe A Type 168 a été produite de 1997 à 2004, elle fut restylée en 2001. Elle a été remplacée en 2004 par la Mercedes-Benz Classe A Type 169. En 1997, le magazine suédois Teknikens Värld soumet la Classe A W168 au célèbre test de la baïonnette, une simulation d'évitement similaire à un court slalom, très populaire en Scandinavie. La voiture se retourne et subit d'importants dégâts. Si aucun blessé n'est à déplorer, le résultat catastrophique de cet essai causa un scandale dans le monde entier.

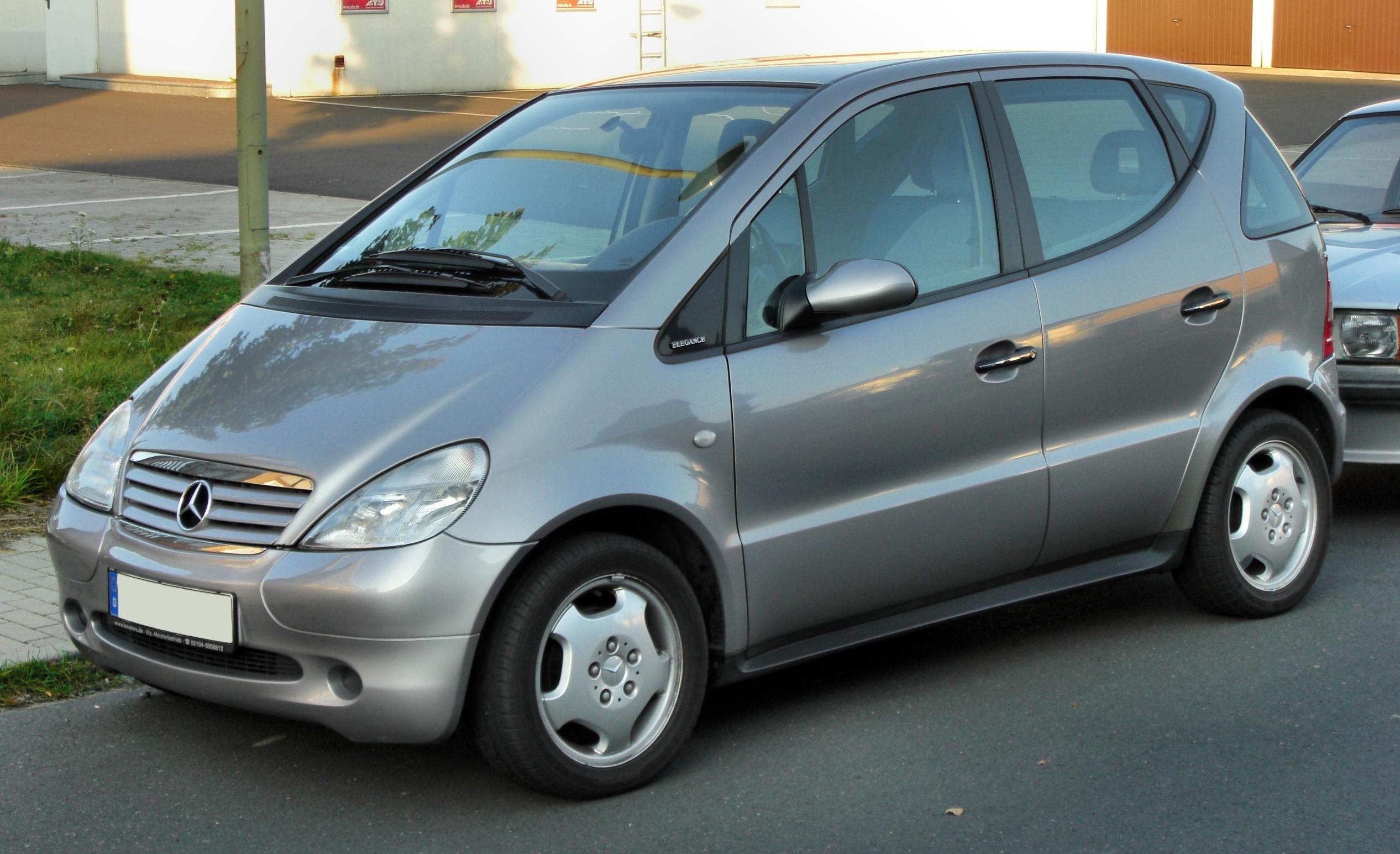
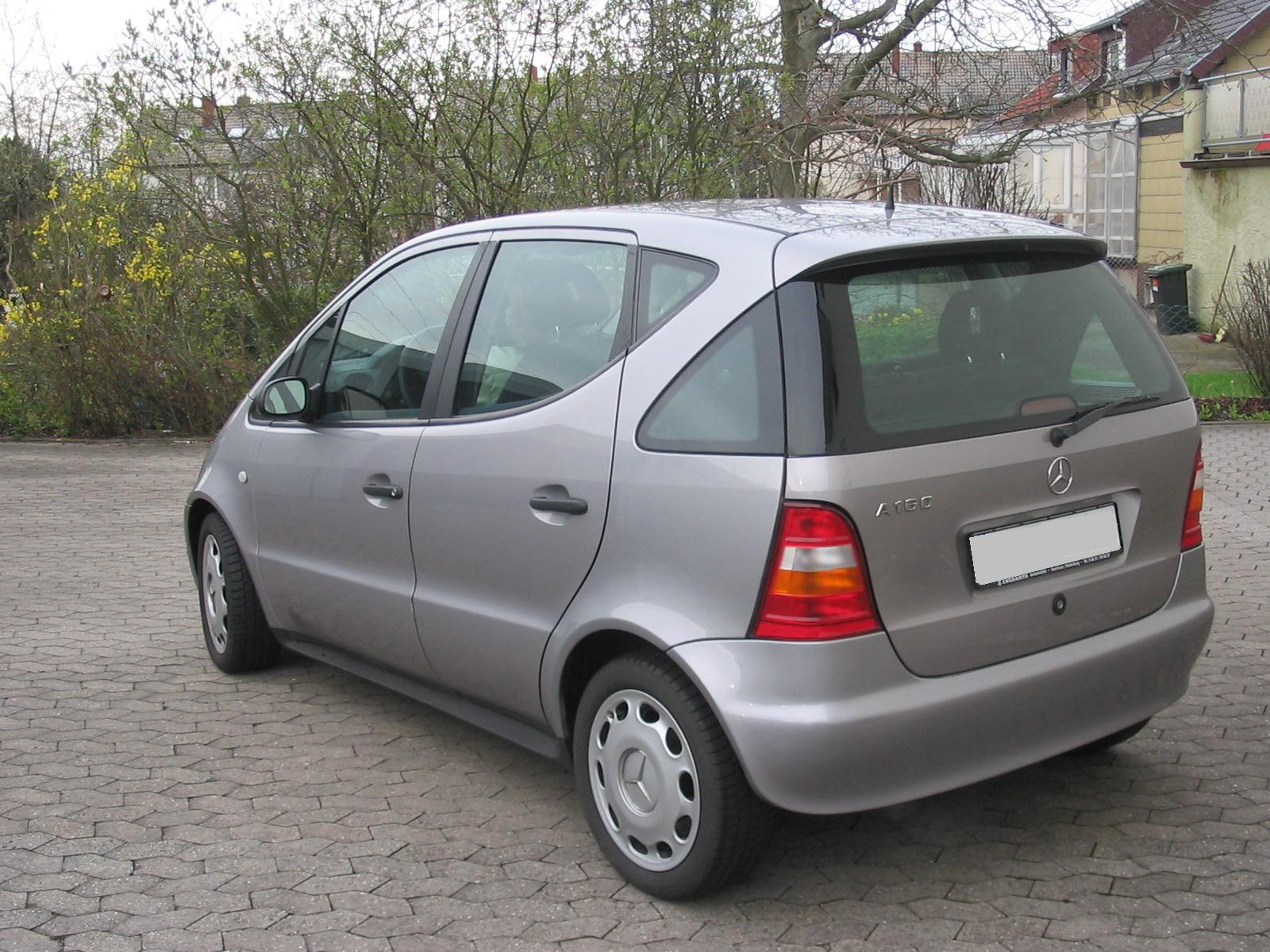
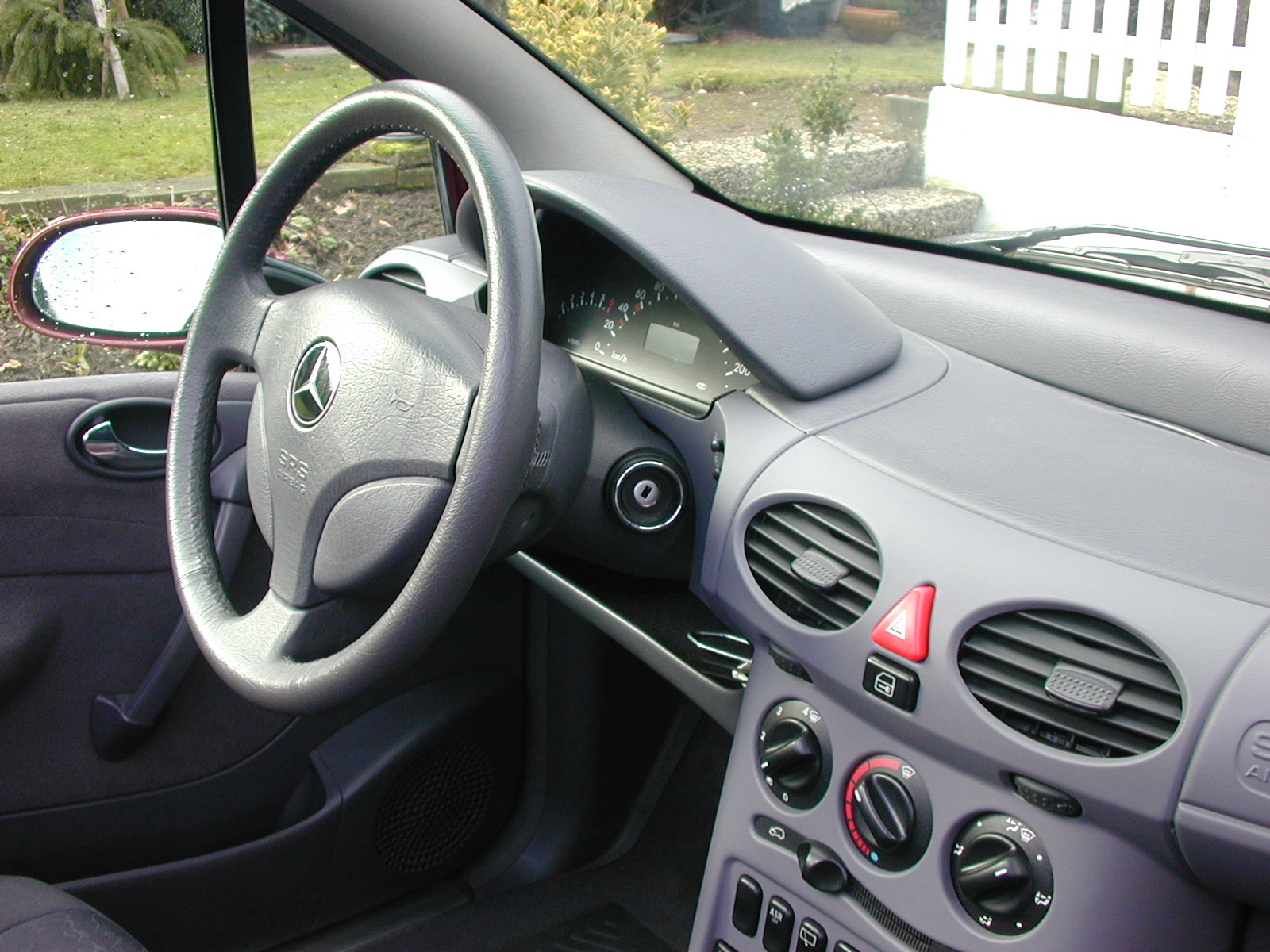

### Phase I
Elle fut produite de 1997 à 2001.
Elle mesure 3,57 m de long.

### Phase II
Elle fut produite d'avril 2001 à septembre 2004 :
- elle mesure 3,61 m de long, soit 4 cm de plus que le modèle précédent ;
- les feux arrière ainsi que la calandre ont été redessinés ;
- des joncs en plastique/baguettes ont été ajoutées aux pare-chocs ainsi que sur les portières ;
- l'insonorisation a été améliorée[3].

### Les différentes carrosseries

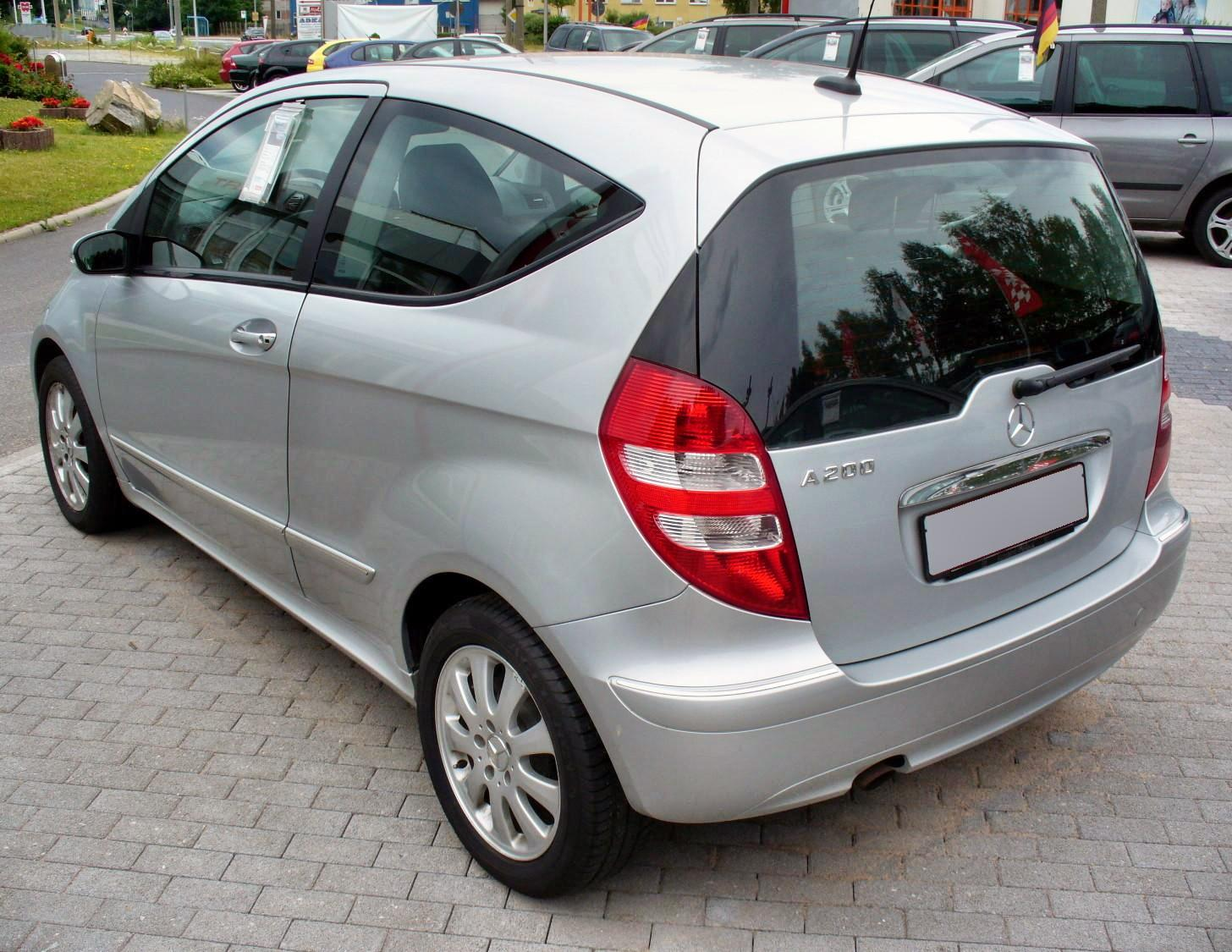
Mercedes-Benz C169.

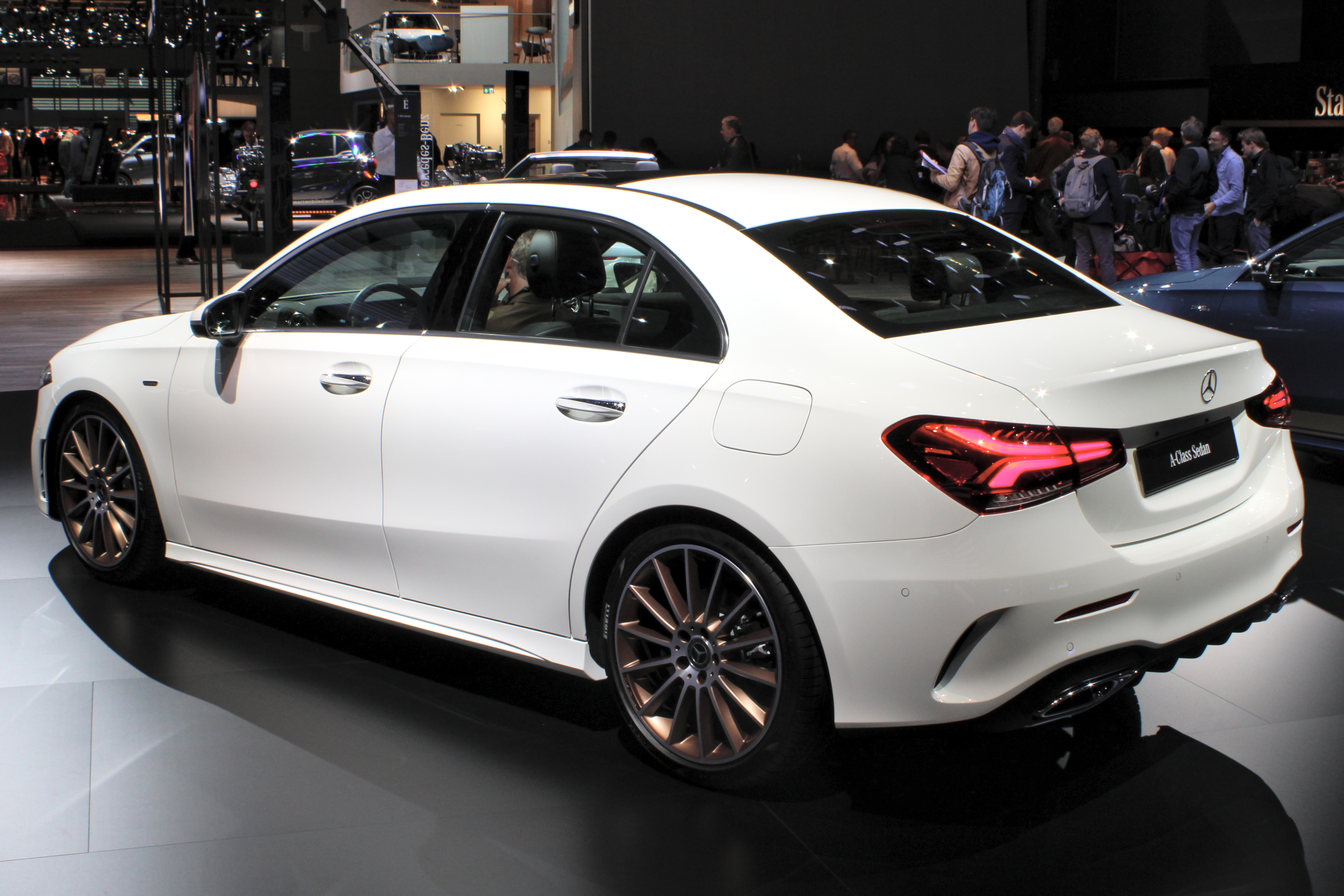
Mercedes-Benz V177.

- Berline monocorps (W168) : carrosserie standard de la gamme.
- Berline longue monocorps (V168) : déclinaison en version longue (3,77 m), appelée « Family », commercialisée d'avril 2001 à 2005.

### Versions spécifiques

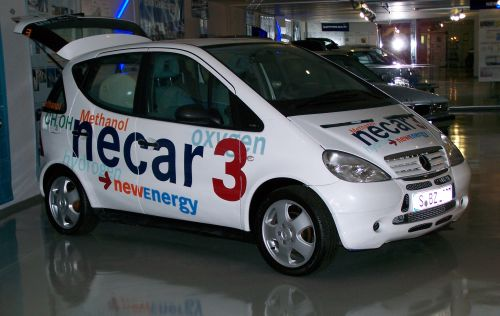
Necar 3.

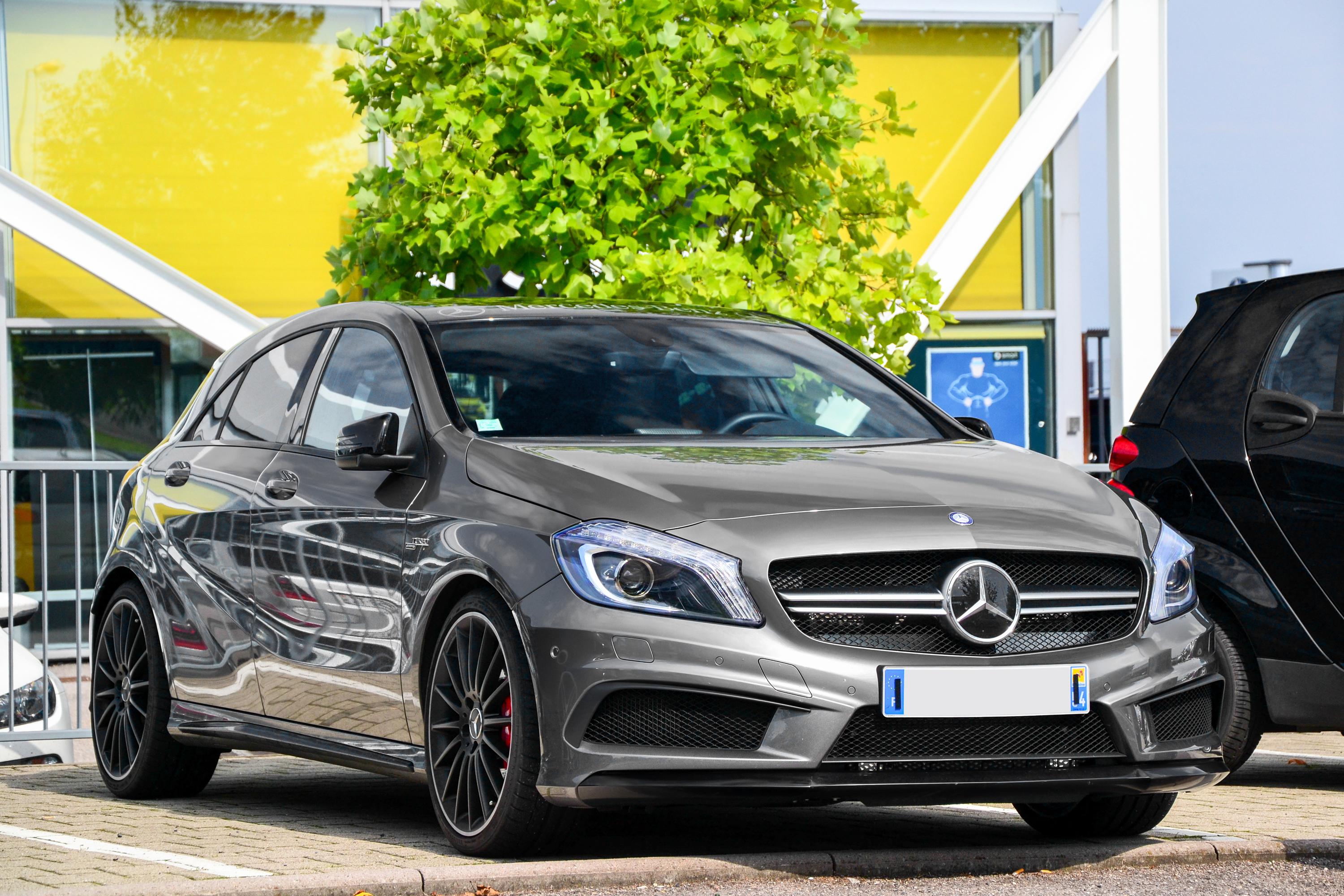
A 45 AMG.

- W168 - AMG : versions sportive de la Classe A.
- W168 - Zebra : version électrique, fabriqué uniquement en 1997.
- W168 - HyPer : version hybride, fabriqué uniquement en 1999.
- W168 - F-Cell ; Necar 3 - 4 - 4 Advanced - 5 - 5.2 : version PEMFC, fabriqué de 1997 à 2003.

## 2egénération -Type 169(2004 - 2012)
La Mercedes-Benz Classe A Type 169 a été produite de 2004 à 2012, elle fut restylée en 2009. Elle remplace la précédente Classe A, la Type 168, et est remplacée par la Type 176.

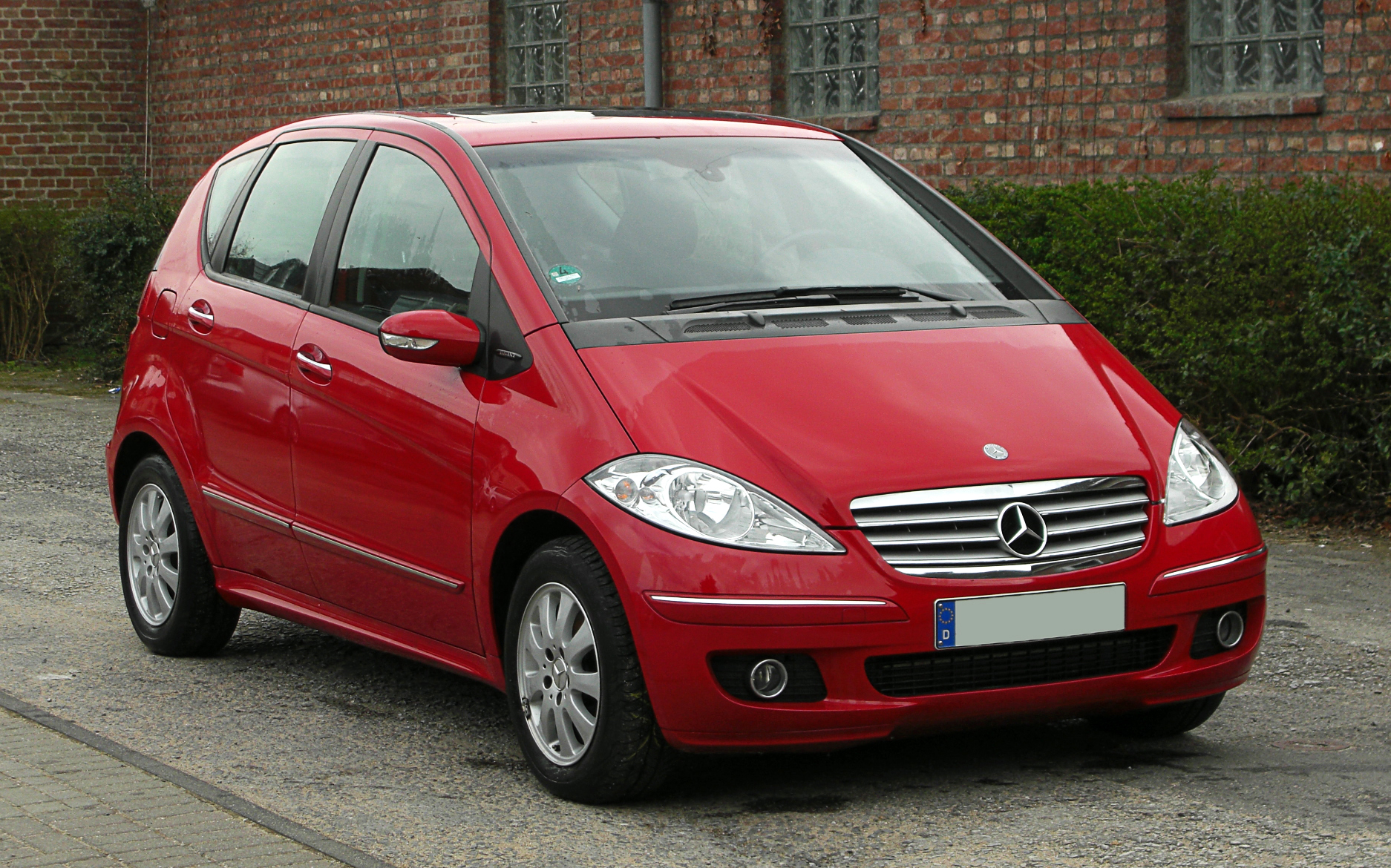
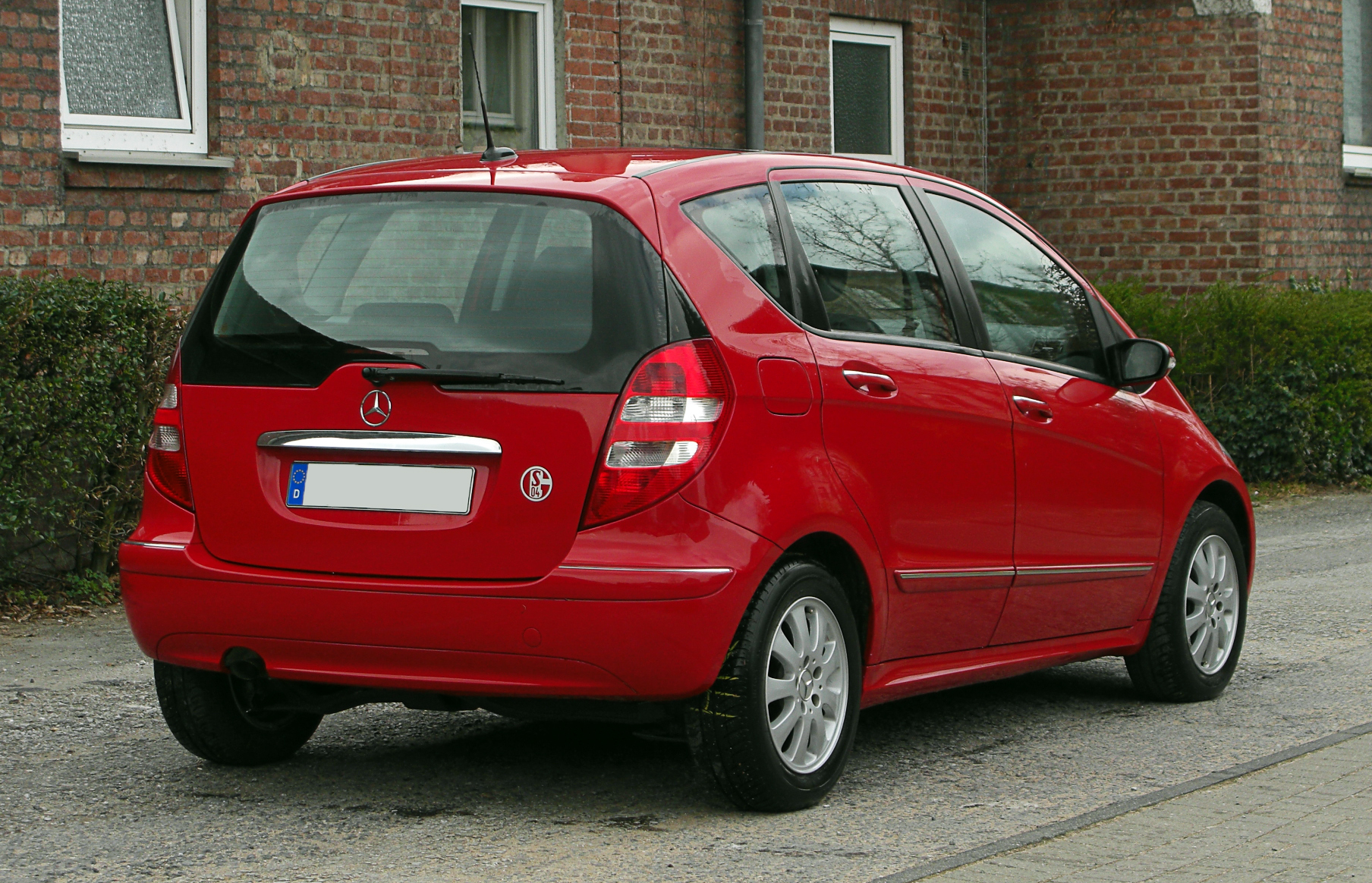
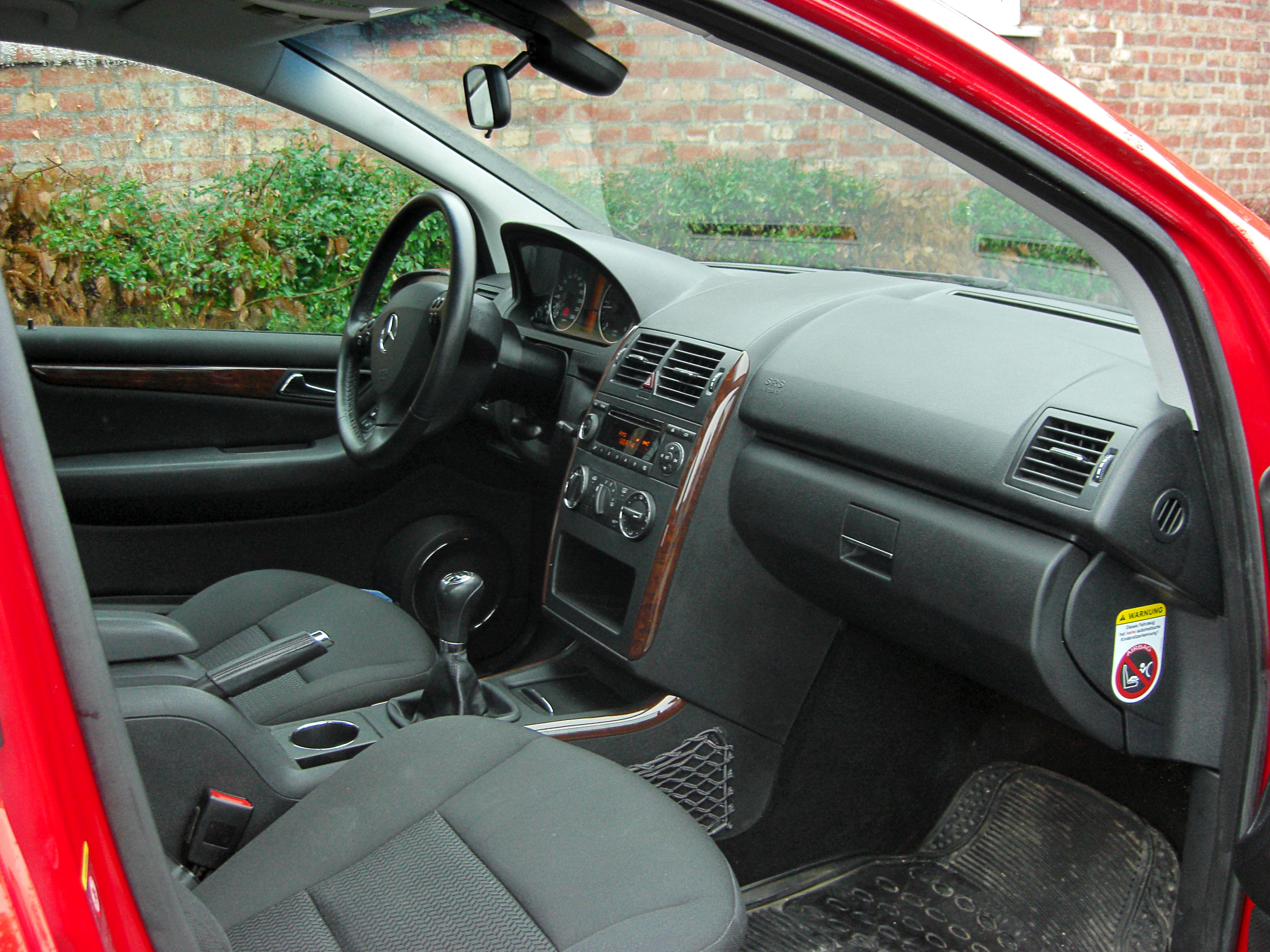

### Phase I
Elle fut produite de 2004 à 2009.

### Phase II
Elle fut produite de 2009 à 2012.

### Les différentes carrosseries
- Berline monocorps (W169) : carrosserie standard de la gamme (quatre portes).
- Berline coupé monocorps (C169) : déclinaison deux portes de la Mercedes-Benz W169 de base.

### Versions spécifiques

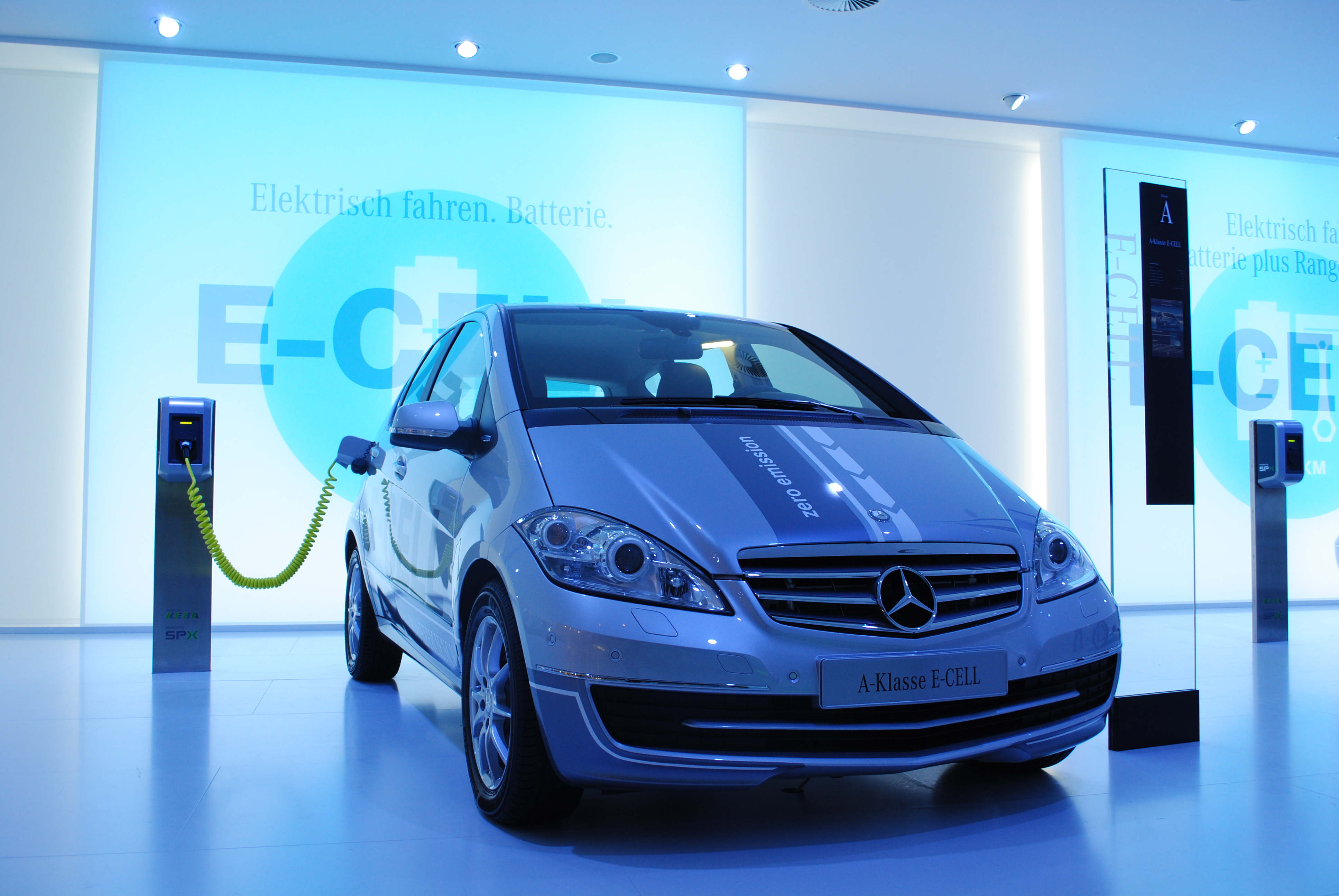
E-Cell.

- W169 - E-Cell : version électrique, produite à 500 exemplaires. Le moteur fait 97 ch et la vitesse maxi est de 150 km/h. Elle a une autonomie de plus de 200 km. L'autonomie sera reconstituée à 50 % en 8 heures sur une prise classique 230 V, ou en 3 heures sur une borne de recharge.

## 3egénération -Type 176(2012 - 2018)
La Mercedes-Benz Classe A Type 176 a été produite à partir de 2012. Elle remplace la précédente Classe A, la Type 169. La Classe A Type 176 est restylée en septembre 2015. Elle abandonne la carrosserie monocorps typée monospace (capot court et voiture haute) pour une carrosserie bicorps, plus en phase avec les Audi A3, BMW Série 1 et Volvo V40 qui sont ses rivales directes.

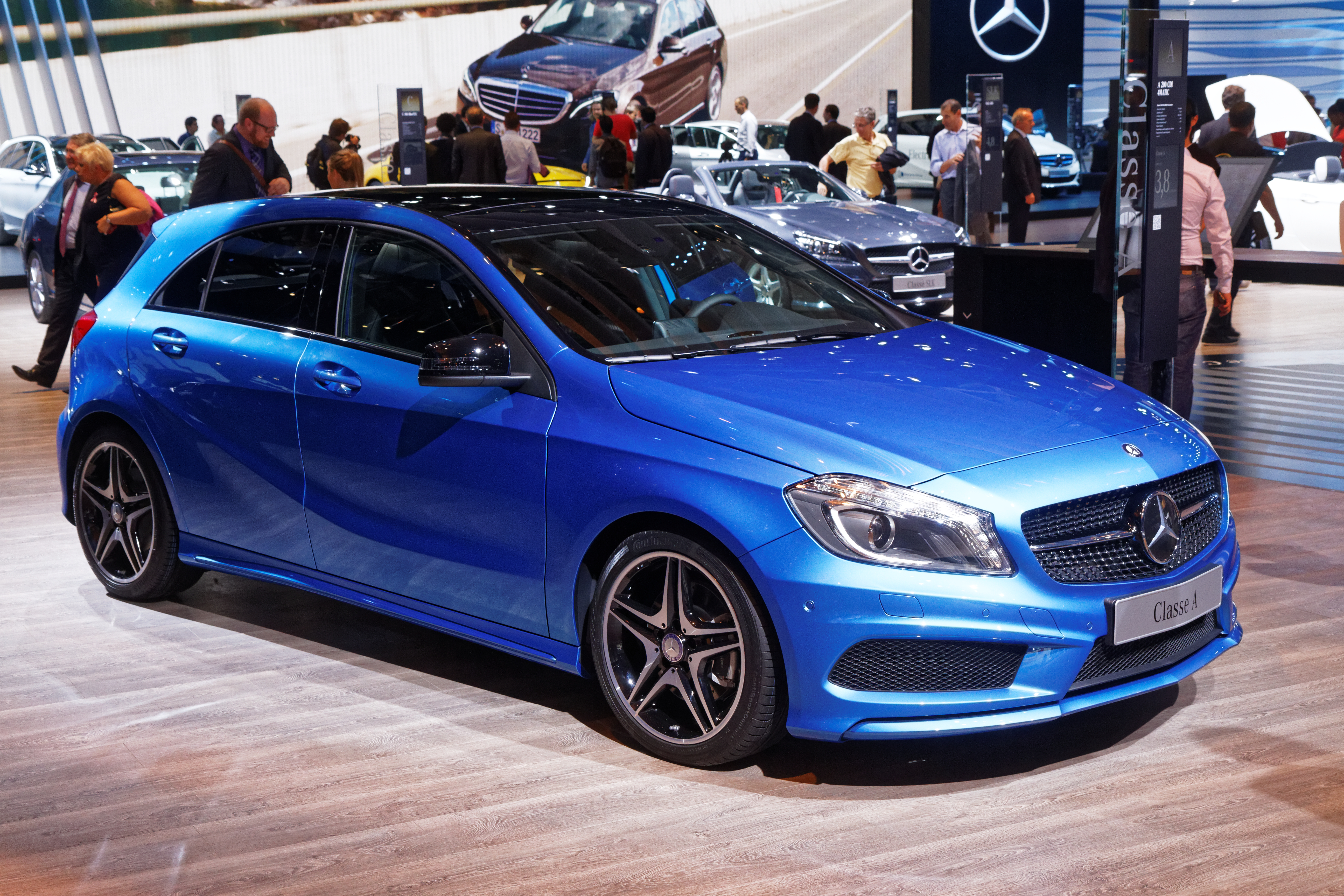
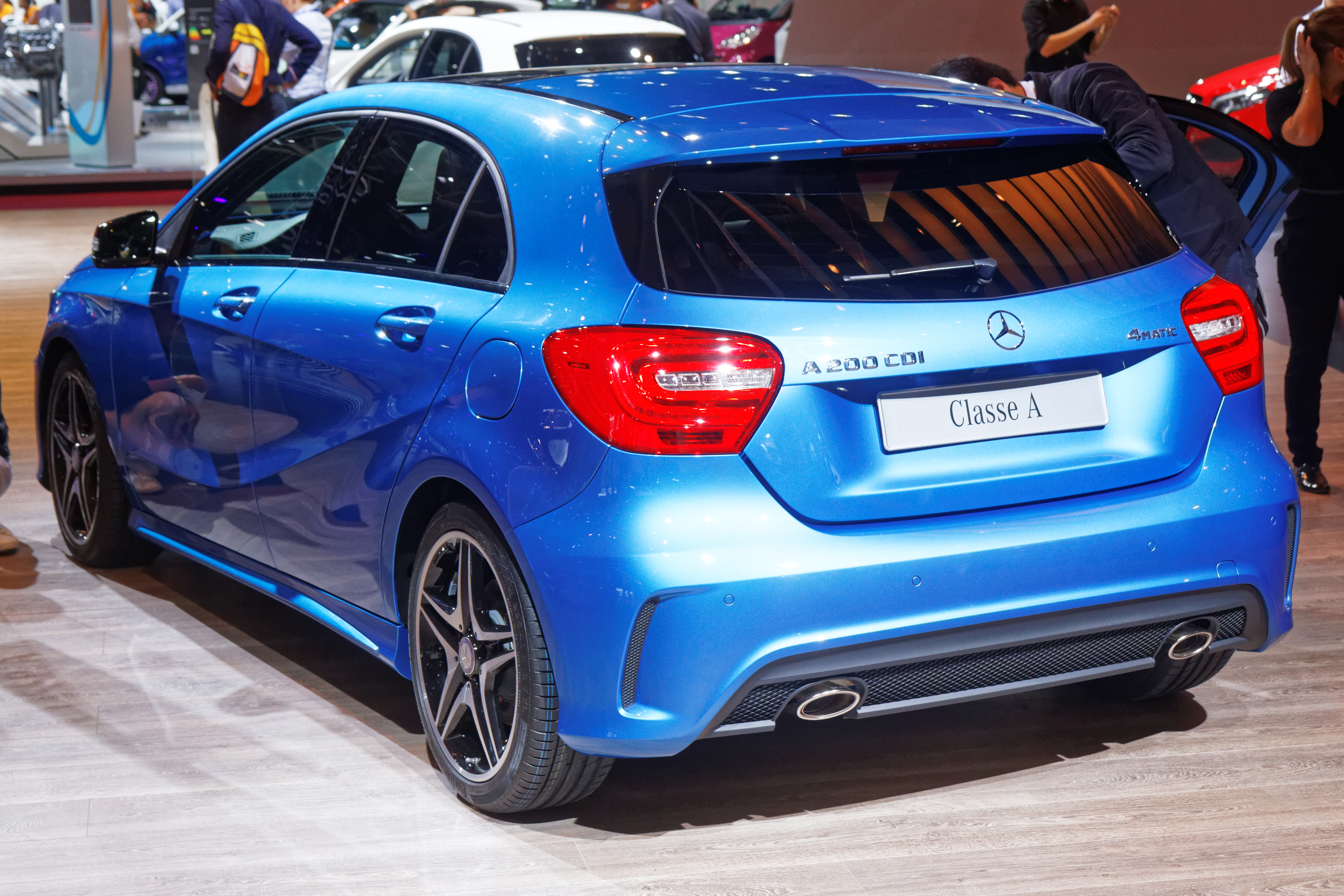
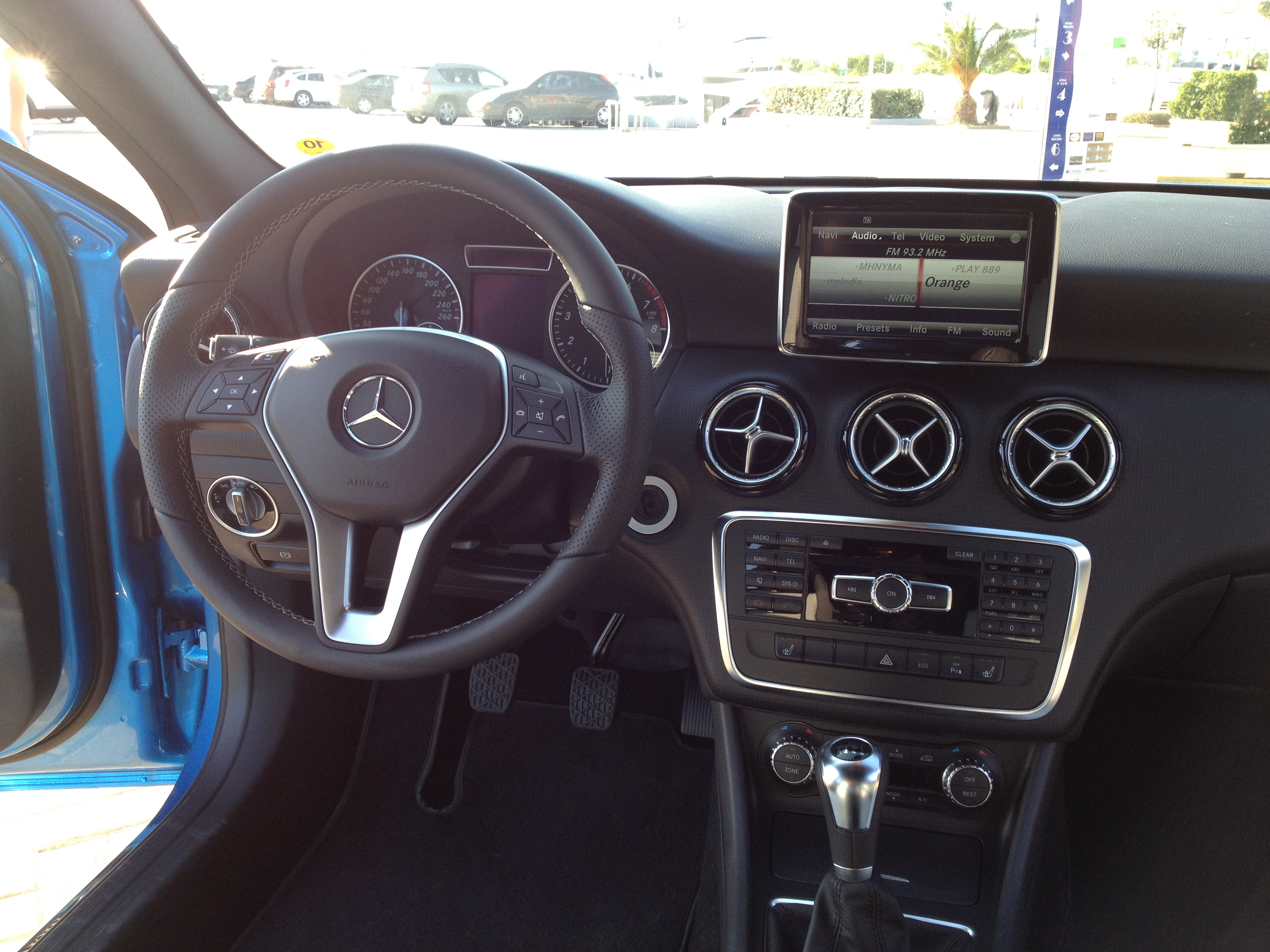

### Phase I
Elle a été produite entre 2012 et 2015.

### Phase II
Elle a été lancée en 2015 et cessera en mai 2018.

### Versions spécifiques
- W176 - AMG : versions sportives de la Classe A.
  - A 45 AMG (2013 - 2015) : moteur d'une puissance de 360 chevaux.
  - A 45 AMG (2015 - 2018) : moteur d'une puissance de 381 chevaux.

### Concept car

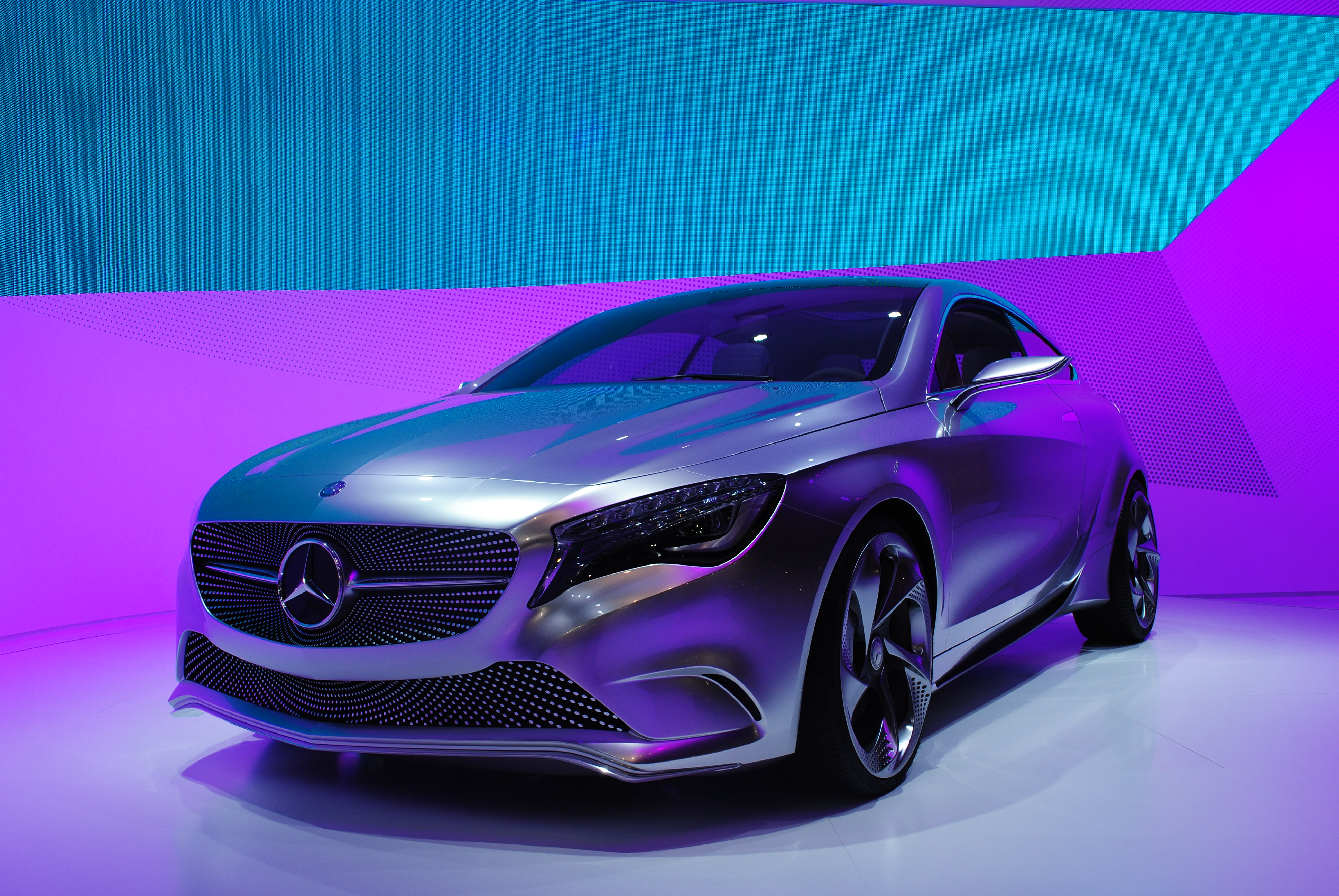
Concept A-Class.

- Concept A-Class : concept car présenté en 2011 dans les salons automobiles avant la sortie officielle du modèle.

## 4egénération -Type 177(Depuis 2018)
La Mercedes-Benz Classe A Type 177 est la quatrième génération de la citadine de la marque.
Le constructeur automobile à l'étoile a dévoilé des images de sa planche de bord le 23 novembre 2017. Sa présentation officielle a lieu le 2 février 2018 à Amsterdam, lors d'un événement privé. De grosses évolutions technologiques et esthétiques sont à noter au niveau de l'intérieur, avec l'arrivée d'une instrumentalisation entièrement digitale constituée d'un double écran nommé « Widescreen » et d'un système multimédia MBUX pour « Mercedes-Benz User Experience ».
Cette nouvelle Classe A est basée sur la plateforme technique MFA2.

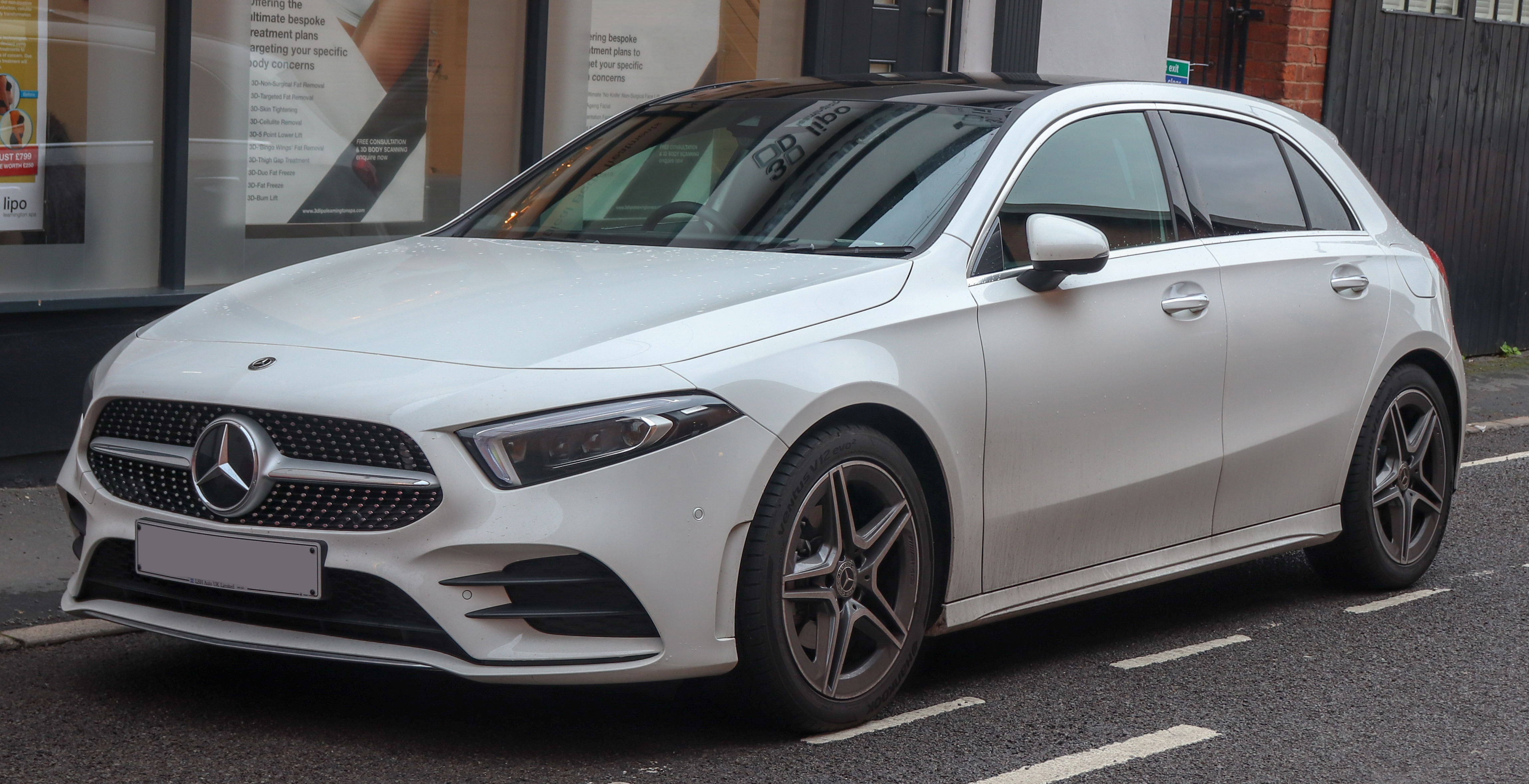
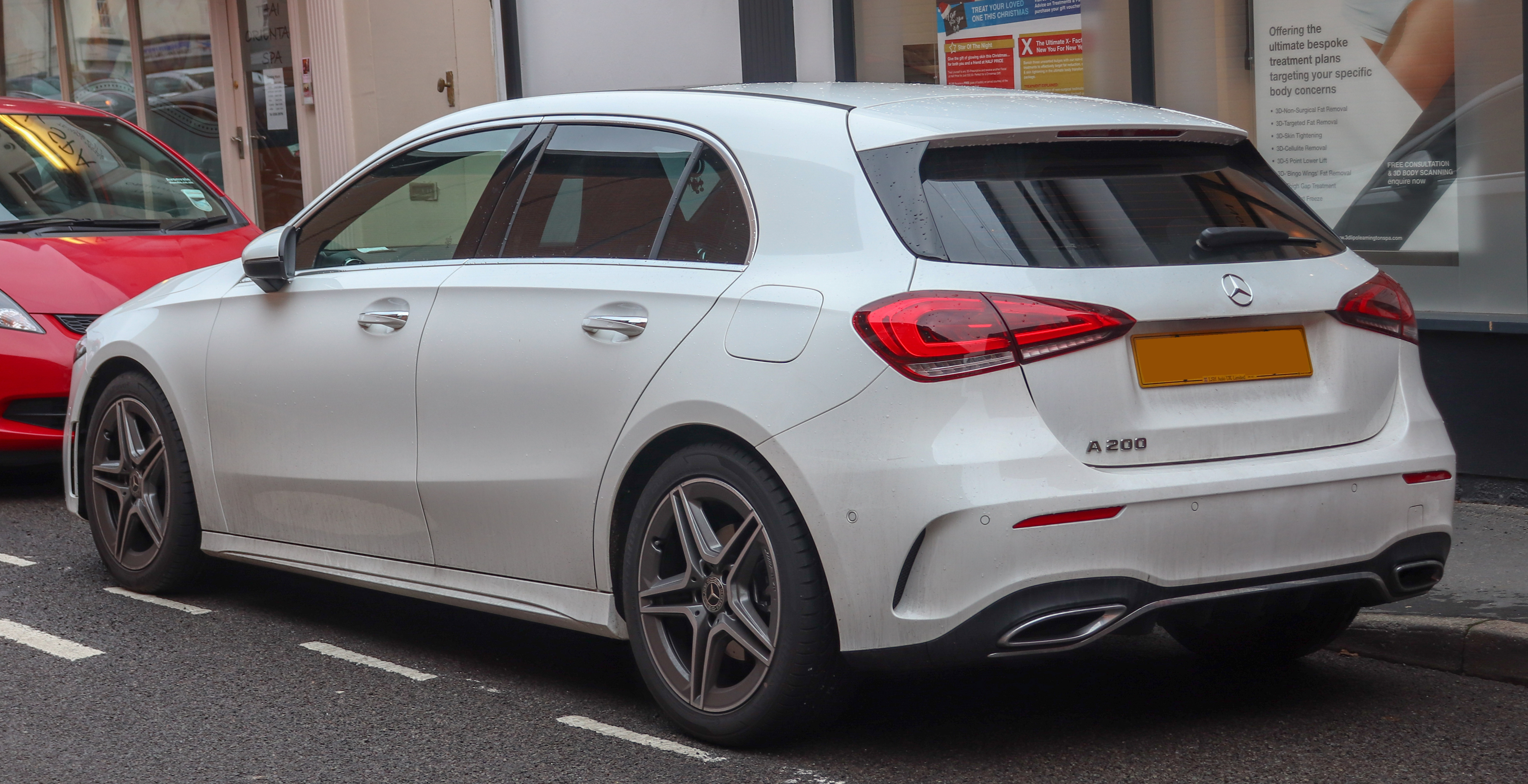

### Les différentes carrosseries
- Berline bicorps (W177) : carrosserie standard de la gamme.
- Berline tricorps (V177) : déclinaison avec une malle arrière de la Mercedes-Benz W177 de base.
- Berline tricorps (Z177) : version avec une malle arrière pour le marché asiatique.

### Versions spécifiques
- W177 - AMG : versions sportives de la Classe A
  - A35 AMG (depuis 2018) : 306 chevaux.
  - A45 AMG (depuis 2019) : 388 chevaux.
  - A45 AMG-s (depuis 2019) : 421 chevaux.

Mercedes-AMG a dévoilé le 20 février 2019 les puissances des modèles de la nouvelle Classe A 45 AMG 4MATIC et de la A 45 AMG-s 4MATIC. Toujours équipées du moteur deux litres turbo, ces versions produisent respectivement 388 et 421 chevaux. La puissance supérieure de la variante « s » est obtenue grâce à une pression majorée du turbo. La A 35 AMG 4MATIC quant à elle sera présentée dès la sortie de la W177 début 2018 ; elle a une puissance de 306 chevaux.

### Concept car
- Concept A-Sedan : concept car dévoilé au Salon de Shanghai en avril 2017[7],[8],[9].